# إدموند هوغن
إدموند هوغن (بالإنجليزية: Edmund Hogan)‏ هو قسيس مسيحي ومؤرخ أيرلندي، ولد في 25 يناير 1831 في كورك في جمهورية أيرلندا، وتوفي في 26 نوفمبر 1917.